# Гладуш Федір Пилипович
Федір Пилипович Гладуш (12 вересня 1913, Жуківці — 10 листопада 1995) — радянський офіцер, Герой Радянського Союзу.

## Біографія
Народився 12 вересня 1913 року в селі Жуківцях (нині Обухівського району Київської області) в сім'ї селянина. Українець. У 1934 році закінчив робітничий факультет Київського шкіряного інституту.
У 1936 році покликаний до лав Червоної Армії. У 1940 році закінчив Полтавське військове автомобільне училище. З 1941 року — інструктор у військовому училищі. Член ВКП (б) з 1942 року. У боях німецько-радянської війни з березня 1944 року. Був заступником командира батальйону 49-ї гвардійської танкової бригади 12-го гвардійського танкового корпусу 2-ї гвардійської танкової армії 1-го Білоруського фронту.

Могила Федора Гладуша

16 січня 1945 року гвардії капітан Ф. П. Гладуш відзначився в боях за місто Сохачев (Польща). З звільнених радянських полонених сформував роту, озброїв трофейною зброєю і утримував місто до підходу головних сил бригади. Було знищено до 190 солдатів і офіцерів противника, 2 гармати, 45 автомашин, 15 складів.
Указом Президії Верховної Ради СРСР від 24 березня 1945 року за зразкове виконання бойових завдань командування і проявлені при цьому мужність і героїзм гвардії капітану Федору Пилиповичу Гладушу присвоєно звання Героя Радянського Союзу з врученням ордена Леніна і медалі «Золота Зірка» (№ 5745).
Після закінчення війни продовжував службу в армії. З липня 1960 підполковник Ф. П. Гладуш — в запасі. Працював на авторемонтному заводі. Жив у Києві. Помер 10 листопада 1995 року. Похований на Байковому кладовищі (ділянка № 49а, 50°25′1.80″ пн. ш. 30°30′5.10″ сх. д. / 50.4171667° пн. ш. 30.5014167° сх. д.).

## Нагороди, пам'ять
Нагороджений орденом Леніна, двома орденами Червоного Прапора, двома орденами Вітчизняної війни 1-го ступеня, орденом Червоної Зірки, медалями.
Ім'я Героя носить середня школа в селі Жуківцях.